# 피터 스테빙스
피터 스테빙스(Peter Stebbings, 1971년 2월 28일 ~ )는 캐나다의 배우이다.

## 출연 작품
- 리스너 5 (2014)
- 엠파이어 오브 더트 (2013)
- 리스너 4 (2013)
- 리스너 3 (2012)
- 신들의 전쟁 (2011)
- 디펜더 (2009)
- 러브 앤 저스티스 (2008)
- 네버 크라이 웨어울프 (2008)
- 잭 앤 질 Vs. 더 월드 (2008)
- 카디아 (2006, Kardia)
- 피전 (2004)
- 워드 오브 오너 (2003)
- 클레어 작전 (2001)
- 두 자매의 이상한 여행 (2001)
- K-19 위도우메이커 (2001)
- 싱크홀 (2000)
- 노 알리바이 (1999)
- 제3의 눈 (1995)